# Талдуайры
Талдуайры (Кольдуек) — река в России, протекает по Кош-Агачскому району Республики Алтай.

## Описание
Река берёт своё начало в южной части массива Талдуайр.
Истоки реки Кольдуек (правая составляющая) находятся в юго-восточной части хребта Кожолю, в 2 км юго-западнее горы Талдуайр, с которой берёт начало река Талдуайры — левая составляющая реки Талдуайры (Кольдуек). Устье реки находится в 20 км от устья реки Бар-Бургазы по правому берегу. Длина реки составляет 15 км.

## Этимология
Талду-Айры (алт. Талду — имеющий тальник, с тальником; Айры — разветвление, развилка; рукав реки) — букв. разветвление, развилка; рукав реки; река с тальником.

## Данные водного реестра
По данным государственного водного реестра России относится к Верхнеобскому бассейновому округу, водохозяйственный участок реки — Катунь, речной подбассейн реки — Бия и Катунь. Речной бассейн реки — (Верхняя) Обь до впадения Иртыша.